# Jenő Barcsay
Jenő Barcsay (Katona, 14 gennaio 1900 – Budapest, 2 aprile 1988) è stato un pittore ungherese.

## Biografia
Nato nella Transilvania, che al tempo apparteneva all'Austria-Ungheria, Barcsay era il discendente di una famiglia aristocratica sicula. Trasferitosi a Budapest nel 1919 per frequentare l'Università ungherese delle belle arti, si diplomò nel 1924. Ricevendo una borsa di studio per due anni, viaggiò a Parigi e poi in diverse città d'arte dell'Italia per studiare anatomia. Preferì lo stile cubismo facendo anche acquaformi. Ritornando in Ungheria entrò nell'associazione artistica di Szentendre dove ha avuto anche l'abitazione. Dopo la seconda guerra mondiale insegnava alla sua alma mater fin dalla pensione. La sala d'esposizioni più grande dell'università porta oggi il suo nome.

## Opere
Negli anni cinquanta scrivò l'Atlante dell'anatomia d'arte usato fin d'oggi.

## Onorificenze
- 1954 Premio Kossuth

## Esposizioni comuni
- 1925: Ernst Múzeum, Budapest
- 1945: Scuola europea
- 1947: Scuola europea
- 1966: Exposition de Peinture, Sculpture et Arts Graphiques Hongrois du Xe au XXe siècle, Parigi
- 1968: Ungarische Kunst der Gegenwart, Museum Volkwang, Essen
- 1969: I. Biennale di Norimberga
- 1970: 2éme Festival International de Peinture, Cagnes-sur-Mer
- 1976:  XXXVIIº Biennale di Venezia
- 1980:  XXXIXº Biennale di Venezia